# As de Québec (LHSPQ)
Pour les autres significations, voir As de Québec.
Les As de Québec sont une équipe de hockey sur glace ayant évolué dans la Ligue nord-américaine de hockey.

## Historique
L'équipe est créée en 1997 après le déménagement des Voyageurs de Vanier, l'équipe est suspendu par la ligue pour la saison 1998-1999 et déménage la saison suivante pour devenir le Caron & Guay de Charlesbourg.

### Autres noms du club
Durant son passage dans la ligue la franchise connaît diverse appellations :
- Voyageurs de Vanier. 1996-1997 ;
- As de Québec 1997 à 1999 ;
- Caron & Guay de Beaupré 1999-2001 ;
- Caron & Guay de Charlesbourg 2001 à 2002 ;
- Caron & Guay de Beauport 2002 à 2003 ;
- Radio X de Québec 2003 à 2008 ;
- Lois Jeans de Pont-Rouge 2008 à 2010.

### Saisons en LNAH
Note: PJ : parties jouées, V : victoires, D : défaites, N : matchs nuls, DP : défaite en prolongation, DF : défaite en fusillade, Pts : Points, BP : buts pour, BC : buts contre, Pun : minutes de pénalité
| Saison  | PJ | V  | D  | N | DP | Pts | Classement                      | Séries éliminatoires            |
| ------- | -- | -- | -- | - | -- | --- | ------------------------------- | ------------------------------- |
| 1997-98 | 38 | 16 | 21 | 1 | 0  | 33  | 4e place, division LHSPQE       | hors des séries                 |
| 1998-99 | 0  | 0  | 0  | 0 | 0  | 0   | équipe suspendue pour la saison | équipe suspendue pour la saison |